# Journal of Psychiatric Research
La Journal of Psychiatric Research es una revista médica de carácter mensual que abarca cuatro áreas importantes de la Psiquiatría: estudios clínicos y comportamiento humano patológico; estudios básicos en Psiquiatría y campos relacionados; técnicas de laboratorio clínico como neuroimagen, la espectroscopia y otras técnicas de búsqueda; avances en metodología de búsqueda, incluyendo el uso clínico de hallazgos de búsqueda reciente. La revista se creó en 1961 y está publicado por Elsevier. Los editores actuales son Florian Holsboer (Instituto de Planck del Max de Psychiatry) y Alan F. Schatzberg (Stanford Escuela universitaria de Medicina). Según el Journal Citation Reports, la revista tiene en 2014 un factor de impacto de 3.957.

## Métricas de revista
2022
- Web of Science Group : 4.791
- Índice h de Google Scholar: 144
- Scopus: 4.825